# Pongrácz Adolf
Szentmiklósi és óvári gróf Pongrácz Adolf (Karasznyán, 1837. június 15. – Vágújhely, 1915. szeptember 26.) választott püspök.

## Élete
A tatai gimnáziumban tanult, majd az Emericanumban. Bölcseletet Nagyszombatban, teológiát Esztergomban végzett. 1859. október 18-án pappá szentelték. Udvardon volt káplán. 1862. május 12-től hercegprímási iktató, 1863. július 20-tól levéltárnok és Simor János érsek szertartója. 1870. szeptember 14-től Nyitranagykéren plébános, 1871. októberétől Vágújhelyt lett plébános és prépost. 1897-től csejtei kerületi esperes. 1906-tól vovadrei választott püspök.
1881–1884, 1884–1887 és 1887–1892 között országgyűlési képviselő volt a vágújhelyi kerületből.
Utóda a vovadrei címben 1916-tól Karácsonyi János.

## Művei

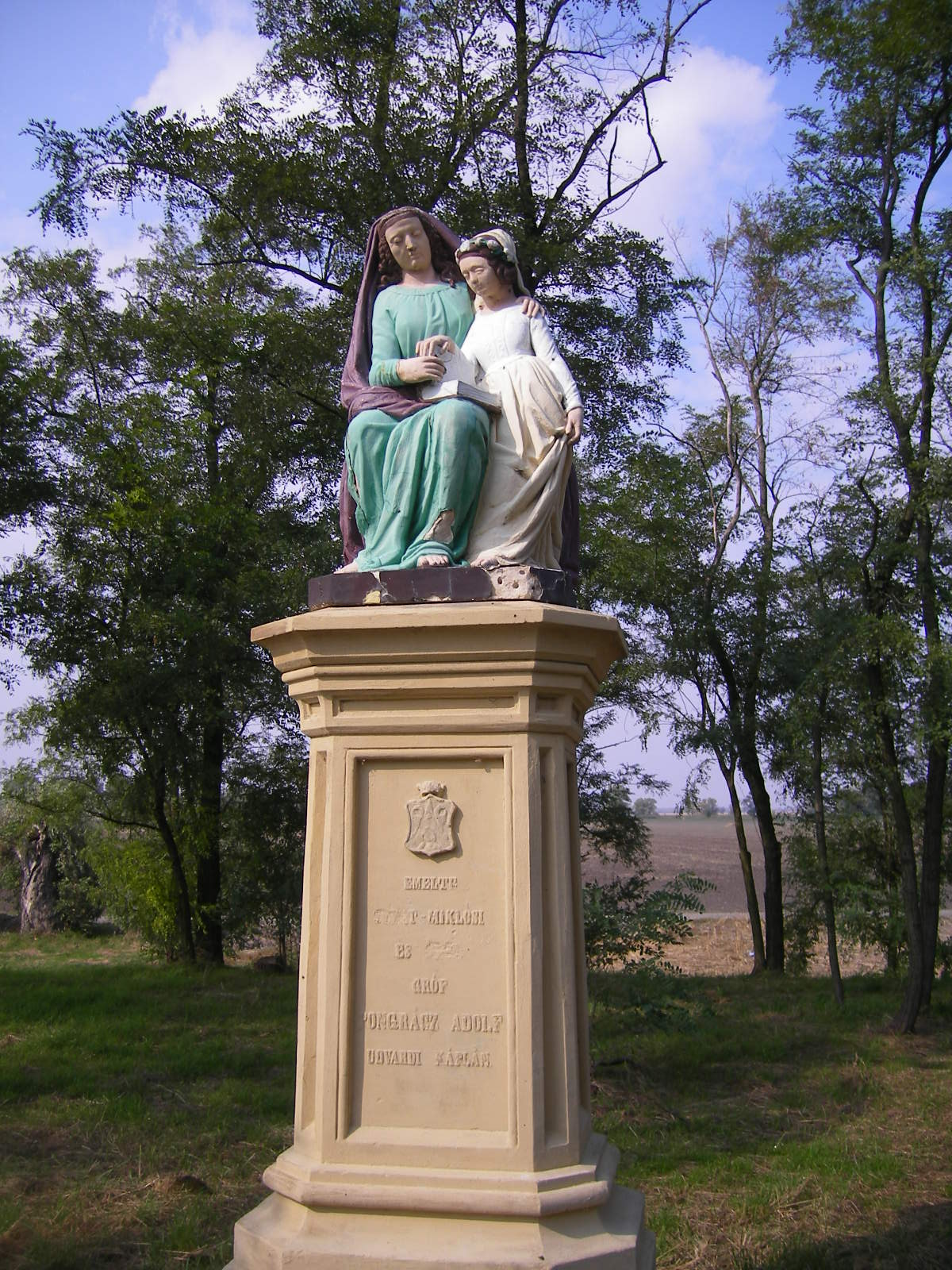
Adománya az udvardi kálvárián

- 1870 Egyházi beszéd, melyet plébánossá iktatásakor mondott... Pest.